# Yoshiyuki Kobayashi
Yoshiyuki Kobayashi (født 27. januar 1978) er en tidligere japansk fodboldspiller.
Han har spillet for flere forskellige klubber i sin karriere, herunder Tokyo Verdy, Omiya Ardija, Kashiwa Reysol og Albirex Niigata.